# Matti Lund Nielsen
Matti Lund Nielsen (Odense, 8 de mayo de 1988) es un exfutbolista danés que jugaba de mediocampista.

## Selección nacional
Fue internacional con las categorías inferiores de Dinamarca desde la sub-17 hasta la sub-21.

## Clubes
| Club                          | País      | Año       |
| ----------------------------- | --------- | --------- |
| Odense BK                     | Dinamarca | 2008-2009 |
| Lyngby BK (cedido)            | Dinamarca | 2008-2009 |
| F. C. Nordsjælland            | Dinamarca | 2010-2012 |
| Pescara Calcio                | Italia    | 2012-2015 |
| Hellas Verona (cedido)        | Italia    | 2013      |
| A. C. Perugia Calcio (cedido) | Italia    | 2015      |
| Odense BK                     | Dinamarca | 2015-2016 |
| Sarpsborg 08 FF               | Noruega   | 2016-2019 |
| Reggina 1914                  | Italia    | 2020      |
| F. C. Pro Vercelli 1892       | Italia    | 2020-2021 |
| Hvidovre IF                   | Dinamarca | 2021-2024 |